# No Worries
No Worries is een nummer van de Britse zanger Simon Webbe. Het staat als tweede nummer op zijn debuutalbum als solo artiest Sanctuary uit 2005, waarvan het de tweede single was na Lay Your Hands. Op 7 november van dat jaar werd het nummer op single uitgebracht.

## Achtergrond
No Worries is geschreven door Tim Woodcock, Matt Prime en Simon Webbe en geproduceerd door Prime. Het refrein van het nummer wordt ingezongen door Yvonne John Lewis, maar zij staat niet genoteerd als deelnemend artieste. Het nummer gaat over beslissingen die het leven veranderen en dat je je hier soms geen zorgen over moet maken.
De single was in Nederland destijds zeer succesvol en bereikte de 3e positie in de Single Top 100 en de 2e positie in de Nederlandse Top 40 op Radio 538.
De enige andere top tien notering was in thuisland het Verenigd Koninkrijk, waar de single de 4e positie bereikte in de UK Singles Chart.
In België bleef de single steken in de Vlaamse Ultratip lijst en in Wallonië was er géén notering.